# Storia di Venezia

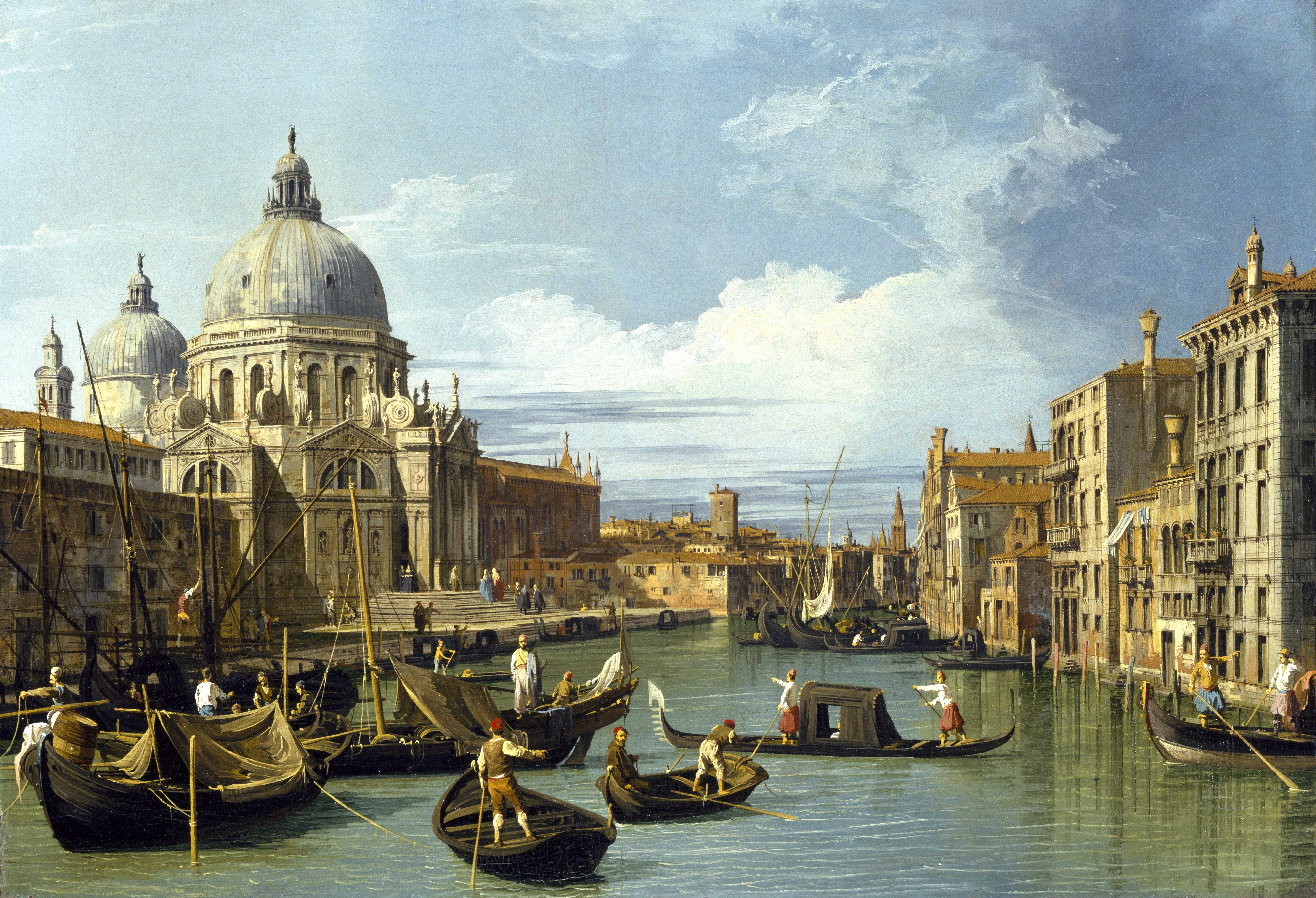
Canaletto: Canal Grande alla Salute

La voce tratta della storia di Venezia dalle origini all'annessione al Regno d'Italia nel 1866, fino ai giorni attuali.

## Le origini di Venezia
La laguna veneta si è formata nell'VIII secolo a.C. da un precedente ambiente fluvio-palustre e si suppone che qui vi fossero insediamenti umani sin dall'epoca preistorica, vista la ricchezza di risorse che favoriva caccia e pesca. In età pre-romana, vale a dire nel periodo paleoveneto, la civiltà era ben radicata nella zona con popolazioni dedite alla pesca, alla produzione del sale, ai trasporti marittimi ed alle altre attività mercantili connesse. Nell'area, snodo di intensi traffici commerciali che collegavano l'Adriatico con il centro ed il nord dell'Europa, In questo periodo vengono a svilupparsi alcuni insediamenti, tra i quali spicca, ormai con una fisionomia protourbana, il centro di Altino.
Secondo Tito Livio, Antenore e gli altri fuggiaschi dalla guerra di Troia giunsero, trovando rifugio sicuro, presso la costa veneta; Aquilo andò a fondare Aquileia, Antenore fondò Padova e Clodio fondò Chioggia.
La venuta dei Romani avviene in maniera pacifica senza sottomissione. Il sistema dei porti viene potenziato (a questo periodo risale Chioggia), mentre l'entroterra viene bonificato e centuriato, cosa peraltro ancora visibile nell'attuale disposizione di strade e fossi. La laguna divenne forse luogo di villeggiatura per la nobiltà, come testimoniano alcuni ritrovamenti.
Secondo il Chronicon Altinate (XI secolo) il primo insediamento a Venezia sulla Riva Alta (Rialto) risalirebbe al 25 marzo del 421 con la consacrazione della chiesa di San Giacometo sulle rive dell'attuale Canal Grande: studi recenti hanno però dimostrato che San Giacomo di Rialto è assai più tarda, risalendo alla metà del XII secolo. 
Gli abitanti della terraferma cercarono rifugio nelle lagune, a seguito delle varie ondate di invasioni barbariche che si succedettero dal V secolo, in particolare quella degli Unni (452) e dei Longobardi (568). Tuttavia Venezia si presentava allora come un insieme di piccoli insediamenti ancora molto eterogeneo, mentre maggiore importanza assumono alcuni centri limitrofi come Torcello, Ammiana, Metamauco. 

### Le invasioni
Nel 452 gli Unni di Attila conquistarono Aquileia, Concordia e Altino. In queste occasioni è probabile che le popolazioni dei territori saccheggiati si siano rifugiate temporaneamente nella zona lagunare. Nelle aree lagunari sorgevano all'epoca solo piccoli insediamenti, che si sostentavano con la pesca e lo sfruttamento delle saline.

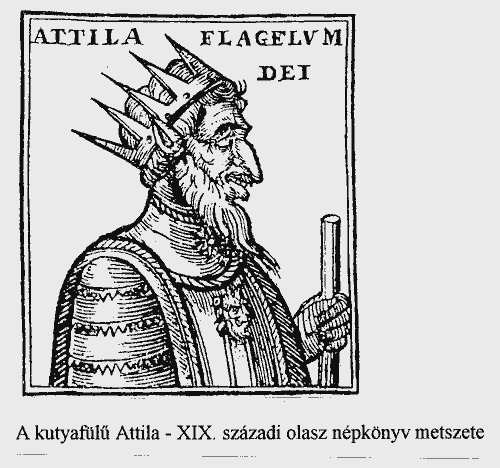
Attila Re degli Unni

Dopo sessant'anni di dominio goto, l'intera Venezia fu conquistata dal generale Narsete all'Impero bizantino nel 555. Poco dopo, come racconta Paolo Diacono nella sua Historia Langobardorum, nel 568 i Longobardi guidati da Alboino, si impadronirono di Forum Iulii (l'attuale Cividale del Friuli) e delle zone interne, lasciando ai Bizantini i centri verso la costa, a cui si aggiungevano Oderzo e la via del Po (Padova, Monselice, Mantova e Cremona): l'invasione fu forse frutto di un accordo, attraverso il quale la Venetia maritima, sottoposta all'esarcato di Ravenna, veniva ormai separata dalla Venetia nell'interno, la futura Austria longobarda.
Una delle conseguenze della nuova invasione fu il trasferimento delle autorità civili e religiose, che furono molto probabilmente seguite da parte notevole degli abitanti, dai centri dell'interno verso la costa, dove già nel secolo precedente si erano andati rafforzando e sviluppando gli scali di Chioggia, l'antica Malamocco (distrutta per una catastrofe naturale agli inizi del XII secolo e ricostruita quindi nella sede attuale), Equilio, Torcello e Caorle: il patriarca di Aquileia, Paolino, si trasferì a Grado, che ospitava già un castrum e due chiese. Il processo di separazione tra regioni costiere e interno fu forse accentuato da una serie di alluvioni (Paolo Diacono descrive come "diluvio" quella del 589) che mutarono l'assetto idrografico.
Nel VII secolo il dominio longobardo si espanse fino alla via Annia: nel 639 fu conquistata Oderzo (poi distrutta nel 667) e i Bizantini spostarono gli organi amministrativi sull'isola di Melidissa, chiamata in seguito Heraclia in onore dell'imperatore Eraclio. La divisione tra i domini bizantini e quelli longobardi venne sancita agli inizi del secolo, anche da una nuova suddivisione ecclesiastica: il patriarca di Aquileia, ormai con sede a Grado, dove aveva trasferito le insegne del potere pastorale e le reliquie dei santi e dei martiri fondatori della prima comunità cristiana veneta, aveva giurisdizione sulle chiese del dominio bizantino, mentre per i domini longobardi venne nominato un nuovo patriarca filolongobardo, che pose la sua sede presso Cividale (a Cormones), sede del nuovo potere politico longobardo. Nello stesso periodo vennero fondate nuove chiese basilicali, attestate dalle fonti o dai resti archeologici a Cittanova, Caorle, Jesolo e Torcello.
Nell'VIII secolo il re longobardo Liutprando fissava stabilmente i confini con la Terminatio Liutprandina. Nel 740 l'esarca di Ravenna, Eutichio, fu costretto dall'attacco longobardo a rifugiarsi temporaneamente nei domini bizantini della laguna veneta. Poco dopo (742-743) la sede del dux bizantino che governava la Venetia maritima fu trasferita da Heraclia, a Malamocco, testimoniando un sempre maggiore interesse per le attività e i commerci marittimi.
Nel 751 il re Astolfo conquistava definitivamente Ravenna, ponendo fine all'esarcato bizantino, ma ribadiva il decreto di Liutprando: la Venetia maritima pur rimanendo formalmente dipendente dall'impero bizantino (la dipendenza si protrarrà fino al IX secolo), acquistava una sempre maggiore autonomia di governo e di commercio.
A dimostrazione della vitalità demografica e militare di Venezia, è esplicativo l'episodio dell'810 in cui i franchi, guidati da Pipino, entrano in laguna con una flotta proveniente dalla vicina Ravenna, ma vengono respinti nel corso di una coraggiosa e disperata battaglia che ebbe luogo poco lungi dalle isole realtine. Questa la leggenda posteriore, in realtà, sembra attestata un'influenza franca durante il biennio 810-812.

### La nascita della città di Venezia

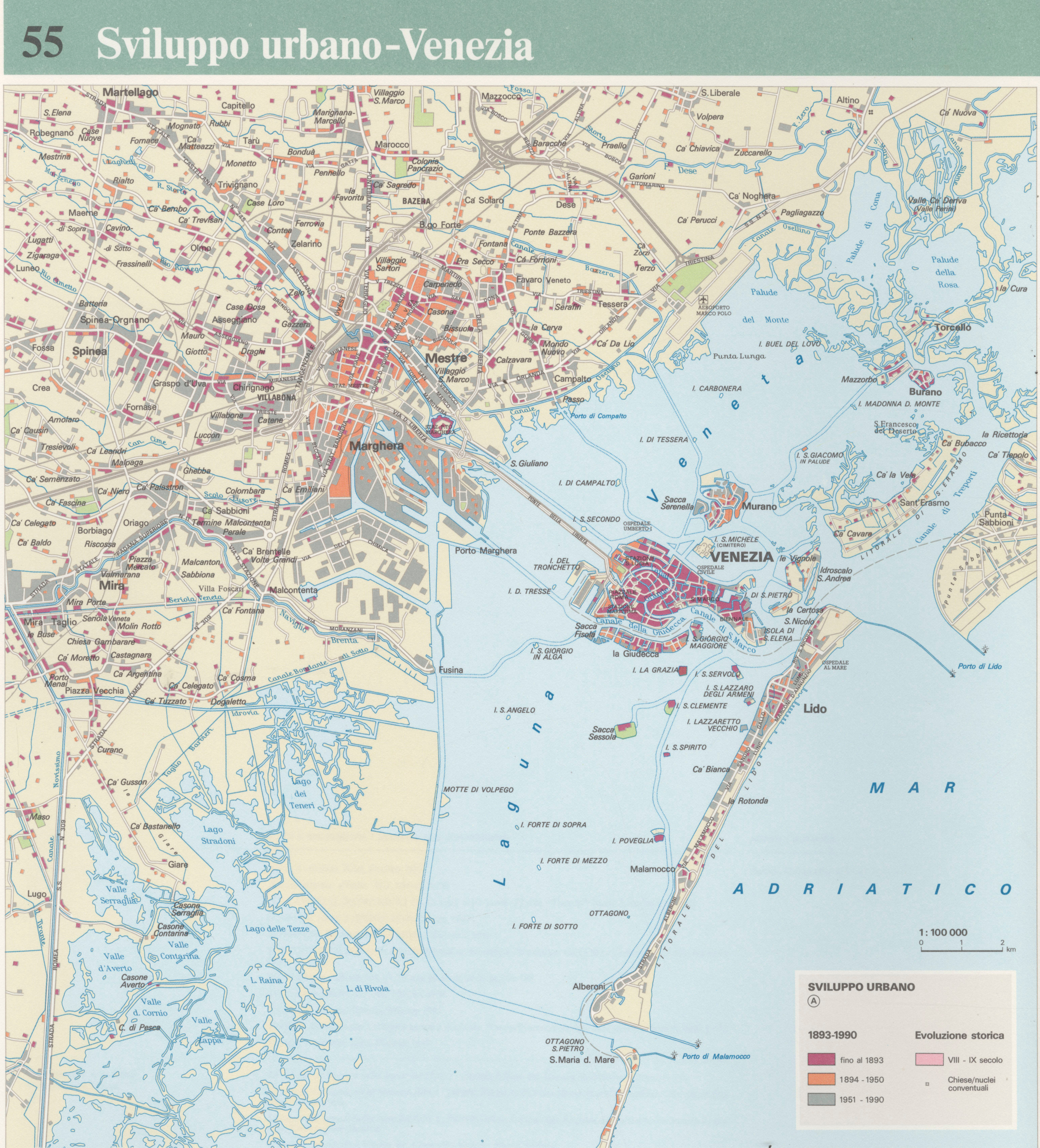
Sviluppo urbano della città

I primi abitanti della città di Venezia non possono essere considerati dei fuggiaschi come i loro antenati, ma avevano già sviluppato diverse attività sul mare. Molti di loro vivevano ancora della pesca e del commercio del sale, altri erano calafatari e carpentieri, ma i più facoltosi spingevano già i loro traffici al di fuori della laguna.
Nelle isole lagunari vicino a Malamocco, il trasferimento della sede ducale dovette comportare un intensificarsi degli insediamenti. Nel 775-776 vi venne creata la sede vescovile di Olivolo. Durante il governo di Angelo Participazio (809-827) la sede ducale venne quindi trasferita da Malamocco alle meglio difese "Isole Realtine" (tra Rialto e San Marco). Furono costruiti il monastero di San Zaccaria, un primo palazzo ducale e la prima basilica di San Marco.
Nell'828 i Veneziani trasferirono il corpo dell'Evangelista Marco nella cappella del Palazzo ducale, già sorto nelle isole realtine in prossimità di quella che sarà la futura Piazza San Marco. Secondo la leggenda, due mercanti, Tribuno e Rustico, capitarono in Alessandria d'Egitto nel momento in cui il Califfo faceva saccheggiare la chiesa cristiana dove era conservato il corpo di San Marco (martirizzato nel 68). Temendo che il sacro corpo venisse profanato, i due mercanti lo trafugarono, trasportandolo sulla loro nave, in un cassone di legno ricoperto di quarti di maiale. I veneziani gli diedero poi onorata sepoltura nella prima basilica di San Marco e lo elessero loro patrono.
Questo evento accrebbe il prestigio di Venezia, non solo come capitale ducale, ma come sede religiosa e comportò in seguito il trasferimento della sede patriarcale.
Nell'897 il doge Pietro Tribuno eresse una difesa (civitatis murus) tra Olivolo e Rialto. I materiali da costruzione per queste edificazioni, secondo l'uso dell'epoca, furono tratti dalle rovine delle antiche città romane più vicine alla costa, in particolare da Altino

## Lo sviluppo di Venezia

Carta politica della penisola italiana intorno al 1000: in verde i possedimenti veneziani

Venezia rivaleggiava con Genova e il suo predominio sull'Adriatico era tale che i veneziani lo indicavano con il nome di "Golfo di Venezia". Il Doge Pietro II Orseolo, in seguito ad una vittoriosa spedizione diplomatica e militare lungo la costa dalmata che valse a Venezia la conquista di alcuni territori, nell'anno 1000 ricevette dall'Imperatore Romano d'Oriente il titolo di Dux Dalmatiae; le repubbliche marinare di Ancona e di Ragusa (Dalmazia) riuscirono a rimanere indipendenti e a continuare i loro traffici con l'Oriente solo grazie a una stretta alleanza reciproca, atta a scongiurare il dominio esclusivo dei navigatori veneziani. In questa chiave si deve leggere l'alleanza stretta nel 1174 da Venezia con il Sacro Romano Impero con l'intento di assediare Ancona. L'assedio di Ancona fallì militarmente ma ebbe il pregio per i Veneziani, che avevano perso recentemente l'alleanza di Bisanzio, di ingraziarsi l'imperatore Federico Barbarossa e di fargli dimenticare la precedente adesione alla lega anti-imperiale di Verona che nel 1164 era stata promossa dal pontefice Alessandro III.
Il capo del governo era il Doge (corrispondente al latino dux), teoricamente eletto a vita, ma in pratica, spesso costretto a rimettere il proprio mandato a seguito di risultati insoddisfacenti del proprio governo.
Nei secoli Venezia divenne la capitale della Repubblica Veneta che fu per secoli una delle maggiori potenze europee.

## Le Crociate

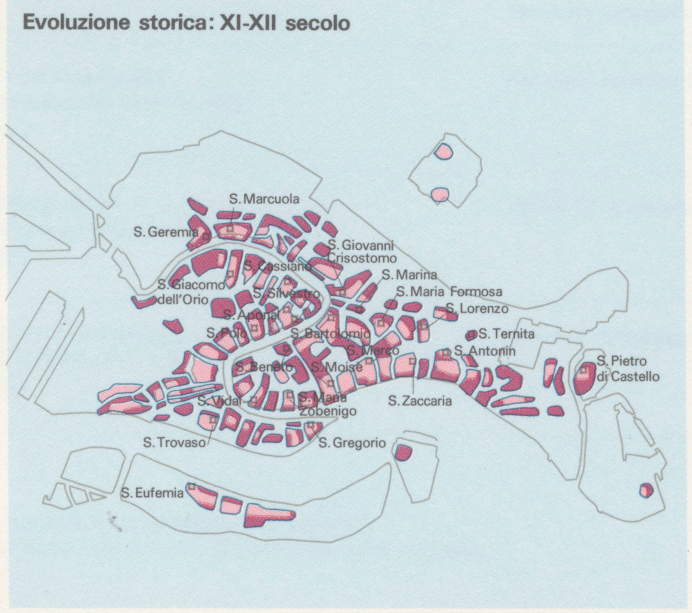
Venezia nell'XI e XII secolo

Venezia fu nei secoli uno dei porti di partenza dei crociati.
La prima crociata (1095-1099) fu la prima di una serie di spedizioni, chiamate crociate, che tentarono di conquistare la Terra santa, invocata da papa Urbano II nel corso di un'omelia tenuta durante il concilio di Clermont nel 1095. Essa iniziò come un vasto pellegrinaggio della cristianità occidentale e finì come una spedizione militare dell'Europa cattolica per riconquistare i luoghi santi del Vicino Oriente caduti sotto il controllo dei musulmani durante la precedente espansione islamica avvenuta tra il 632 e il 661. La crociata terminò nel 1099 con la presa di Gerusalemme.
Nel 1100 Venezia invio' una flotta di 200 navi a Giaffa in aiuto ai Crociati cercando inutilmente di espugnare Acri, seppur occupando Haifa. Successivamente i Veneziani cooperarono all'assedio ed alla conquista di Sidone nel 1100 e di Tiro nel 1124.
Venezia partecipò anche alla terza e quarta crociata su invito del Papa. Emblematico fu l'assedio e il sacco di Costantinopoli del 12 aprile 1204, dove i crociati e i veneziani, guidati dal doge Enrico Dandolo, infersero un durissimo colpo all'Impero Bizantino, segnandone il declino.
Le crociate diedero l'opportunità di consolidare la propria posizione in oriente potendo conquistare dei punti chiave per il commercio. Venezia era di fatto monopolista nei traffici delle merci che confluivano dall'Europa Occidentale e dall'Italia settentrionale.

## Guerra con Genova

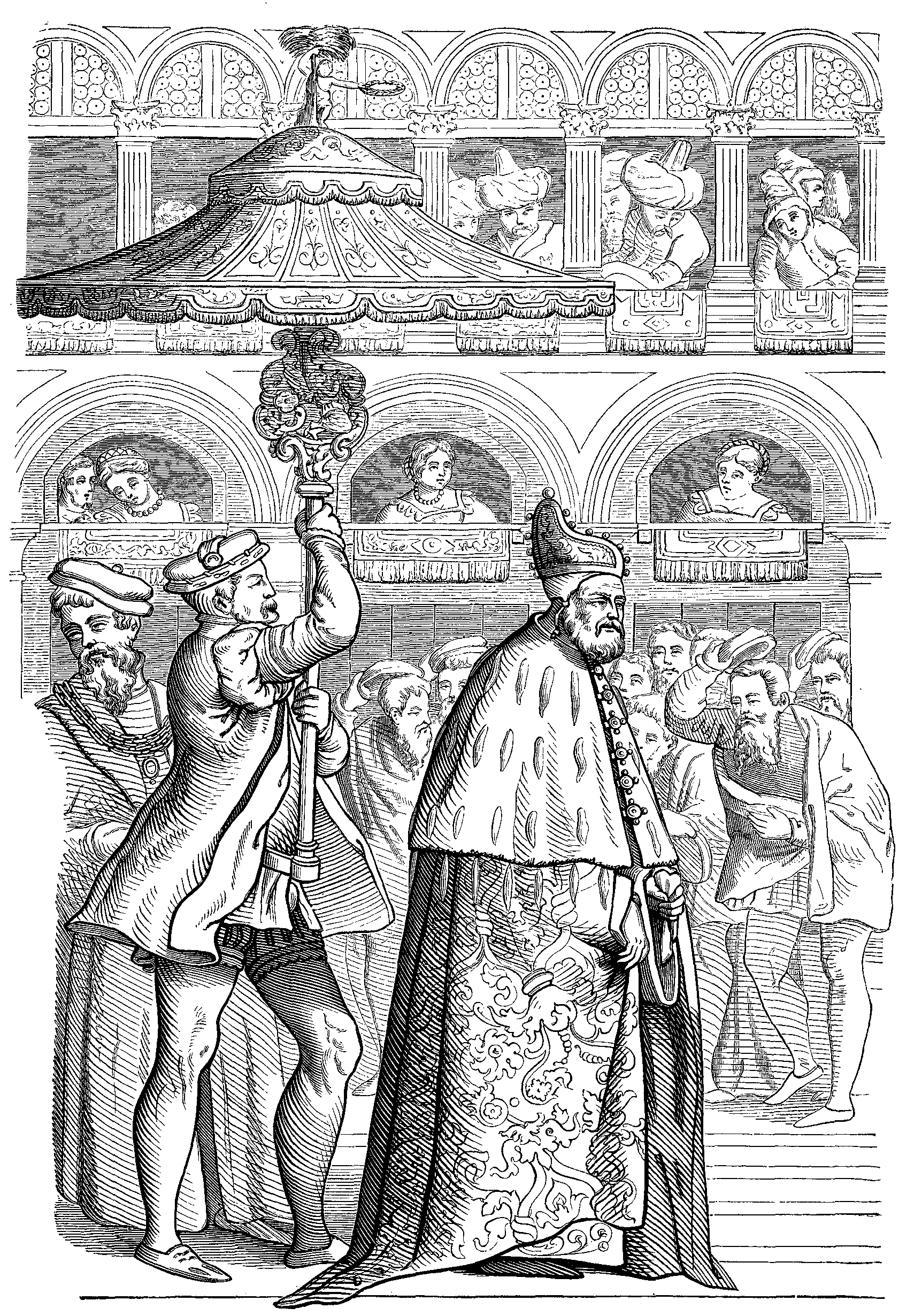
Incisione del XVI secolo: Doge in processione a Venezia

La storica rivalità con Genova aveva origine dalla concorrenza tra le Repubbliche Marinare per il controllo delle rotte commerciali con l'Oriente e nel Mediterraneo.
Se con Pisa, la Repubblica di Venezia riuscì a trovare a più riprese diversi accordi di spartizione delle reciproche zone d'influenza, con Genova i rapporti erano sicuramente meno cordiali.
Nel XIII secolo le ostilità si limitarono alla guerra di corsa. Verso il 1218 le Repubbliche di Venezia e di Genova si accordavano per mettere fine al dannoso corsaleggio con la garanzia di tutelarsi reciprocamente, mentre ai Genovesi veniva garantita la libertà di traffico nelle terre dell'impero orientale.
Le due Repubbliche si scontrarono violentemente nella seconda metà del XIV secolo per il possesso del monastero di San Saba nella città siriana di San Giovanni d'Acri.
Proseguiva intanto la lotta per il dominio delle rotte commerciali in corso con Genova. Dopo un'iniziale sconfitta subita a Portolungo (1354) le ostilità ripresero nel 1376 per la conquista dell'isola di Tenedo, importante snodo commerciale all'entrata dello stretto dei Dardanelli.
Dopo alterne vicende, la Pace di Torino (1381), in apparenza, concluse la guerra di Chioggia in parità, in quanto Tenedo venne negata ad entrambi i contendenti. In realtà Genova, che non era riuscita ad estromettere la rivale dai commerci con l'oriente, si avviava verso un periodo di lotte intestine, che ne compromisero l'indipendenza. Venezia, al contrario, riuscì a mantenere uno stato coeso e, se non la guerra, vinse la pace. Di lì a pochi anni, comunque, la caduta di Bisanzio in mano agli ottomani di Maometto II, avvenuta nel 1453, rivelò quale fosse veramente la potenza navale dominante nel Mediterraneo orientale e costrinse le due repubbliche marinare italiane a cercare un nuovo destino. Genova lo trovò nella nascente finanza internazionale Venezia nell'espansione terrestre.

## L'espansione nella Pianura padano-veneta

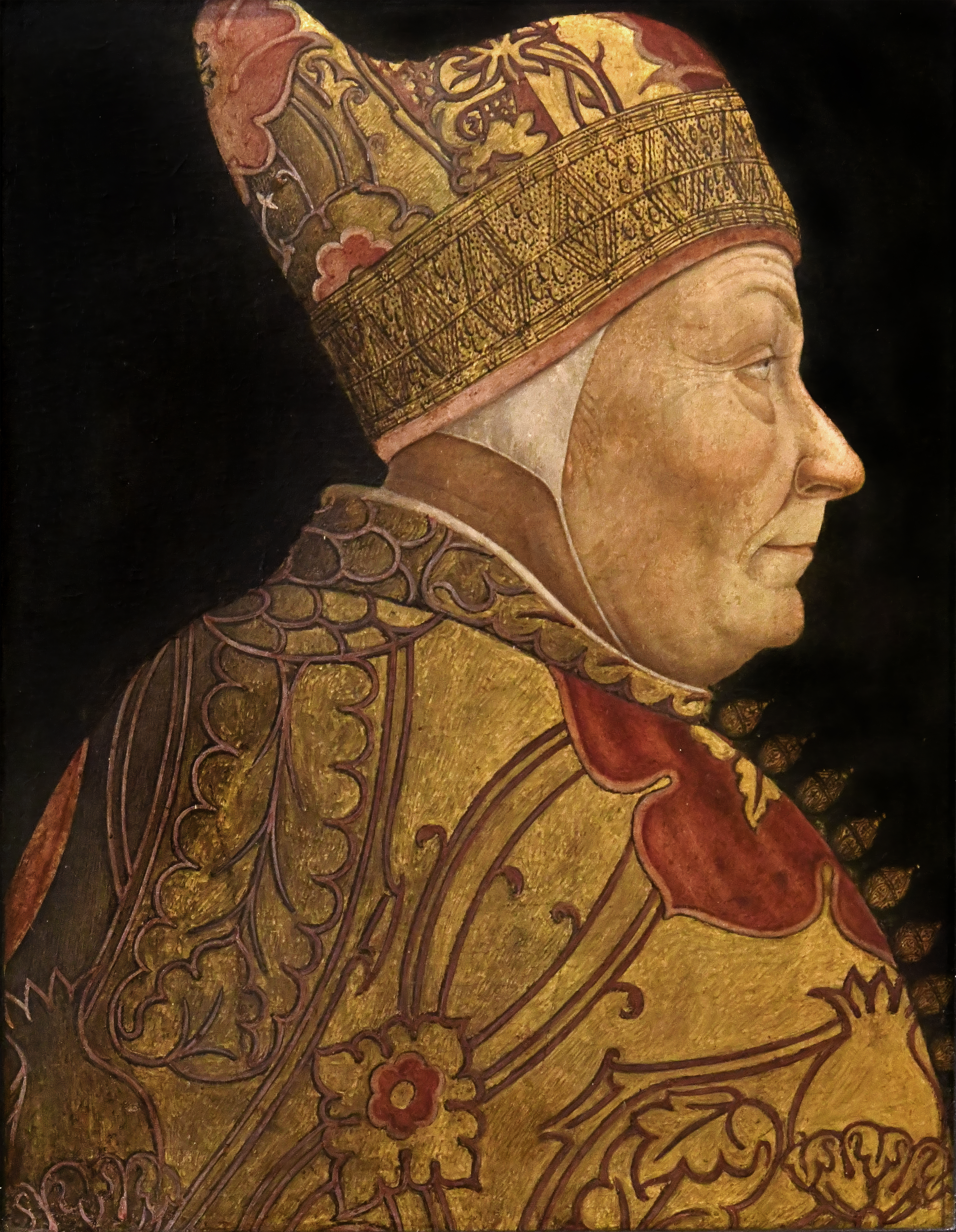
Lazzaro Bastiani, Ritratto di Francesco Foscari. Con il doge Foscari la Repubblica vide la maggiore espansione territoriale della sua storia e il dogato più lungo.

Venezia fin da subito si evidenzia per la sua pace sociale e relativa libertà rispetto a tutti gli altri paesi europei. Francesco Petrarca in una lettera a Pietro da Bologna cita:
" Esulta l’augusta città di Venezia, unico albergo ai dì nostri di libertà, di giustizia, di pace, unico rifugio de’ buoni e solo porto cui,  sbattute per ogni dove dalla tirannia e dalla guerra, possano riparare a salvezza le navi degli uomini che cercano di condurre tranquilla la vita: città ricca d’oro ma più di fama, potente di forze ma più di virtù, sopra solidi marmi fondata ma sopra più solide basi di civile concordia ferma e immobile, e meglio che dal mare ond’è cinta, dalla prudente sapienza de’ figli suoi munita e fatta sicura."

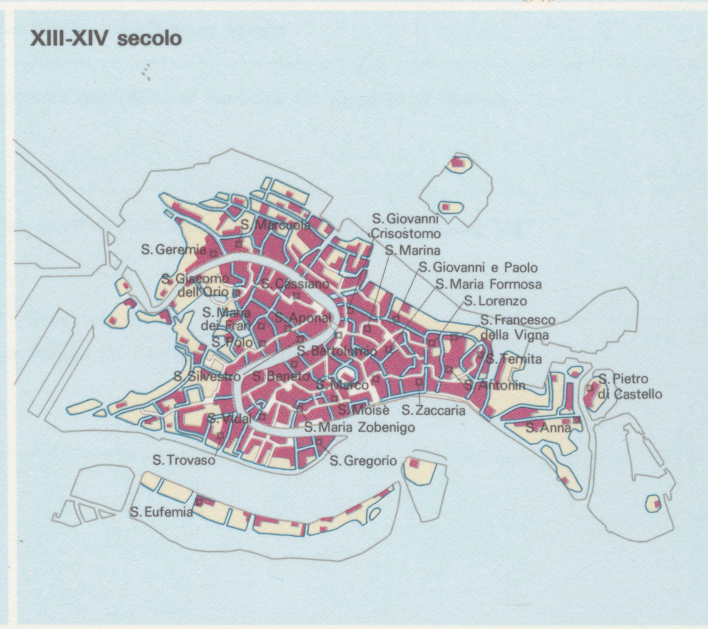
La città di Venezia nel XIII e XIV secolo

Inizialmente, la politica continentale veneziana rimaneva fissata ad un interessato equilibrio fra le ambizioni dei diversi comuni e delle signorie del Centro e del Nord Italia. La Serenissima aveva acquistato, con la diplomazia e con la guerra, il dominio di quei pochi territori dell'entroterra veneziano necessari ai traffici e utili per l'incremento delle entrate governative. I suoi interessi riguardavano soprattutto un'espansione marittima.
Tuttavia nel 1339 avvenne la dedizione a Venezia della Marca Trevigiana, ceduta dagli Scaligeri alla Serenissima dopo la vittoria della Lega antiscaligera, andandone a costituire il primo possedimento in terraferma. Dal 1393 al 1438 Venezia amministrò in pegno il Polesine, per un cospicuo prestito concesso a Niccolò III d'Este. Il 28 aprile 1404 avvenne la dedizione spontanea di Vicenza, assediata dai padovani. Il 18 maggio 1404 anche Belluno si diede spontaneamente al dominio della Repubblica. Il 24 giugno 1405 vi fu la dedizione di Verona, avvenuta di fronte all'avanzare delle truppe veneziane, aiutate in parte dal popolo. A seguito della guerra di Padova combattuta contro i Carraresi, il 19 novembre 1405 le truppe veneziane entrarono a Padova, dopo un assedio durato più di un anno: Venezia si trovò improvvisamente padrona dell'intero Veneto, sino ai confini con il Friuli e la Lombardia.
Con la caduta di Udine avvenuta il 7 giugno 1420 dopo una strenua difesa, la Patria del Friuli venne annessa dalla Repubblica di Venezia.
Alla fine del Trecento, dopo la pace di Torino, per contrastare le mire espansionistiche del Ducato di Milano, Venezia assunse compagnie di mercenari guidate da famosi capitani di ventura come il Gattamelata (Erasmo da Narni) o il Carmagnola (Francesco da Bussone), riprendendo l'espansione in terraferma. Sotto la guida del doge Francesco Foscari (1423-1457), Venezia conquistò parte dei territori lombardi.
Per contrastare la potenza milanese, Venezia riuscì a trovare l'intesa con Firenze (1425), in seguito destinata a sfaldarsi per la diversità di interessi.
Nel 1433 (Pace di Ferrara), Filippo Maria Visconti fu costretto a cedere Brescia e Bergamo e con la pace di Cremona (1441) fu costretto a cedere altre terre, anche grazie agli interventi del capitano di ventura Scaramuccia da Forlì. Con la Pace di Lodi (1454) Francesco Sforza riconobbe il confine veneziano all'Adda a ridosso di Milano, dove rimase pressoché invariato per secoli. Venezia ebbe in quell'occasione al suo servizio il condottiero Bartolomeo Colleoni, come Capitano generale, che onorò con il famoso monumento equestre del Verrocchio.
Durante i fatti della guerra del sale del 1482-1484, Venezia riuscì a strappare definitivamente al Ducato di Ferrara la città di Rovigo e il Polesine. 

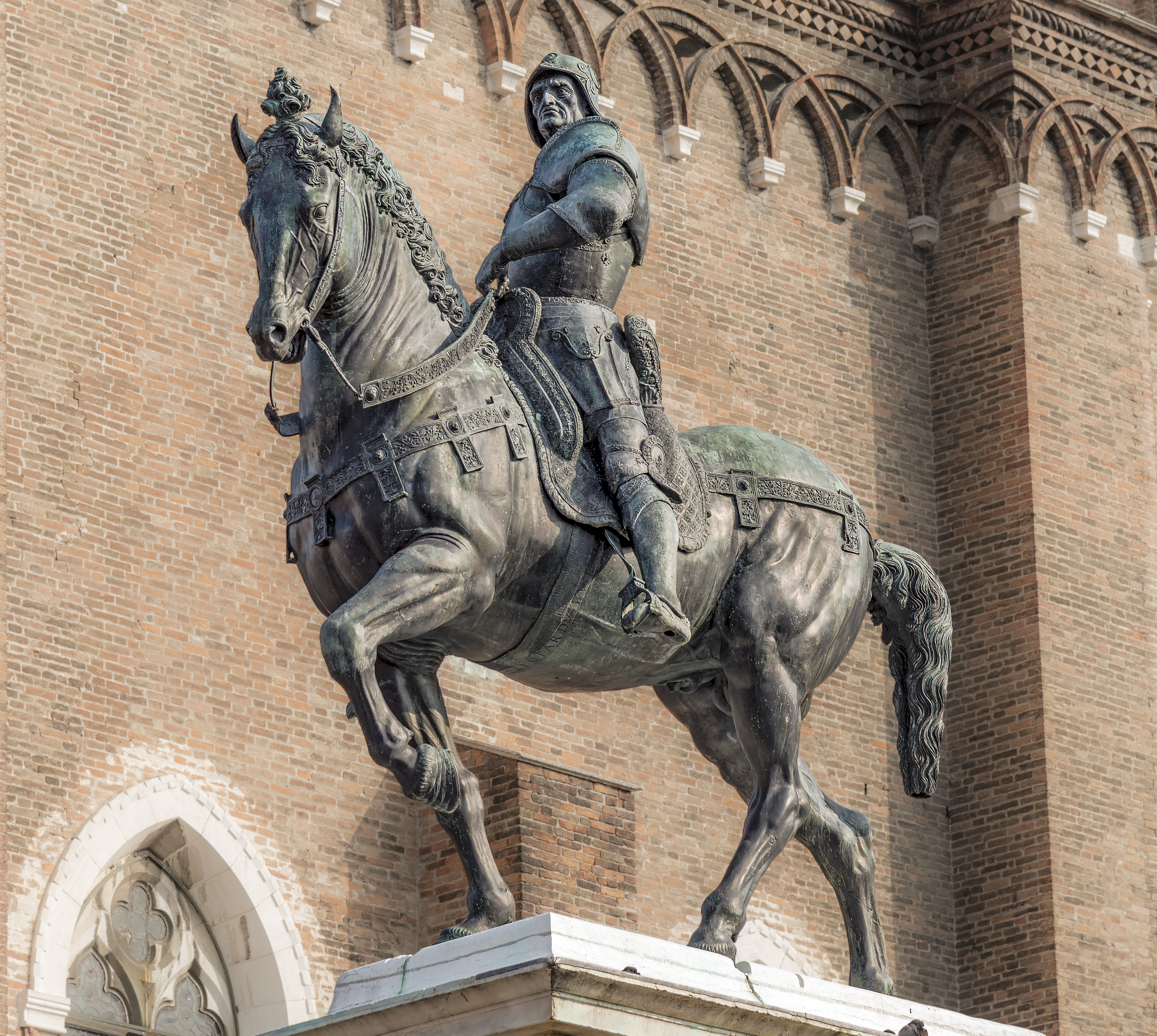
Bartolomeo Colleoni. Andrea Verrocchio

All'apice della sua potenza, Venezia controllava gran parte delle coste dell'Adriatico, molte delle isole dell'Egeo, inclusa Creta, ed era tra le principali forze commerciali nel Vicino oriente. Il territorio della repubblica nella penisola italica si estendeva fino al Lago di Garda, al fiume Adda ed anche a Ravenna, da cui riusciva ad influenzare la politica delle città della Romagna, ad esempio appoggiando, nel 1466, la presa di potere di Pino III Ordelaffi a Forlì, città su cui, però, Venezia non riuscì mai ad avere un dominio diretto.
All'inizio del XVI secolo, la Repubblica era una delle principali potenze europee: la ricchezza dei traffici e l'abilità di diplomatici e comandanti militari, fra cui spicca Meleagro da Forlì (considerato "uno dei migliori capitani che servisse la Repubblica"), nonché una buona amministrazione, la ponevano ad un livello superiore a quello di altri stati del tempo.

## L'Europa contro Venezia
L'allargamento territoriale della Serenissima entrò in contrasto con l'idea espansionistica del pontefice Giulio II.
Luigi XII, Massimiliano d'Austria e il nuovo pontefice Giulio II (Giuliano Della Rovere) si erano stretti il 22 settembre 1504 nell'alleanza di Blois diretta contro la Serenissima. Di fronte alla triplice alleanza, il governo di Venezia temporeggiò, ma fu tutto inutile perché fu proprio Giulio II ad iniziare le ostilità. In un secondo tempo il pontefice desistette dal proseguire l'impresa, temendo la superiorità militare veneziana. Nel 1508 l'imperatore Massimiliano d'Austria cercava di penetrare in Cadore ma veniva sconfitto nella battaglia di Rusecco, nei pressi di Valle di Cadore dalle milizie veneziane e cadorine guidate da Bartolomeo d'Alviano, costringendo l'imperatore a chiedere una tregua. Questa vittoria di Venezia, però, contribuì a completare il suo isolamento.
Il 10 dicembre 1508 la Lega di Cambrai univa il pontefice Giulio II, il re Luigi XII di Francia, l'imperatore Massimiliano I, il re Ferdinando II d'Aragona, Inghilterra, Savoia, Mantova e Ferrara, mentre Firenze rimaneva neutrale perché impegnata a piegare la resistenza di Pisa.
Battuta dai nemici stranieri e italiani, abbandonata dai nobili e ricchi borghesi delle sue città di terraferma, i quali diedero le chiavi di tutte le città ai francesi, la Repubblica conobbe giorni di dolore e di disperazione.

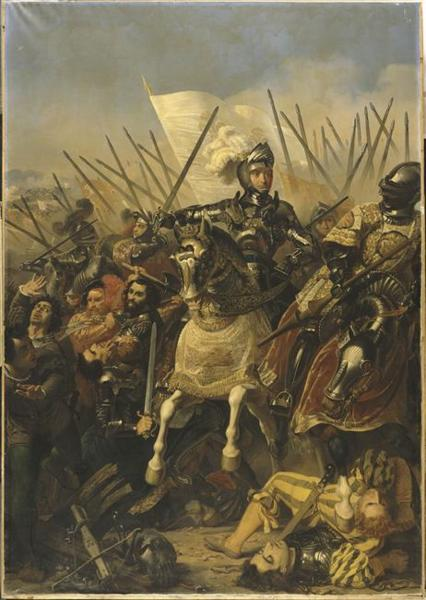
Battaglia di Agnadello Pierre-Jules Jollivet

Ad Agnadello, il 14 maggio 1509, i veneziani furono duramente sconfitti dai francesi, a causa della decisione del Senato di dividere l'esercito tra Bartolomeo d'Alviano e Niccolò di Pitigliano, il primo impetuoso, l'altro prudente, i francesi attaccarono la retroguardia comandata da Bartolomeo d'Alviano che non fu sostenuto dal conte di Pitigliano, che voleva prima ricevere notizie da Venezia.
Ma la popolazione locale e i contadini si ribellarono al governo straniero, e a Treviso, dopo che il popolo seppe dell'intenzione della nobiltà locale di cedere la città ai francesi, un pellicciaio di nome Marco Caligaro sollevò il popolo con il grido di Viva San Marco, si apprestò alla difesa ad oltranza e chiese rinforzi all'accampamento di Mestre, che subito inviò 700 fanti.
Quindi la Repubblica contrattaccò e riconquistò Padova con l'aiuto del popolo che non tollerava il malgoverno imperiale, che era presidiata da poche centinaia di fanti e da una cinquantina di cavalieri, quindi Massimiliano decise di inviare un esercito forte di 30000 alla conquista di Padova, ma la città era pronta all'assedio, all'interno erano presenti moltissimi nobili veneziani tra cui i due figli del doge accompagnati da parecchie migliaia di fanti e cavalieri, con una grande quantità di viveri, munizioni e artiglierie.

L'armata imperiale venne sconfitta creando grande gioia a Venezia.
Il predominio francese sul nord Italia conseguente alla battaglia fu però sentito come una minaccia da Giulio II, che sigillò la pace con i Veneziani dopo la loro "umile sottomissione". Nel 1511 Venezia entrò, con Inghilterra, Spagna ed Impero nella Lega Santa promossa dal pontefice guerriero contro la Francia.
La lega costrinse alla ritirata l'esercito francese, ma visto che Massimiliano reclamava il possesso dell'intero Veneto se la Repubblica non avesse pagato un forte tributo annuo di 30000 fiorini e 200000 per l'investitura, il papa tentò di convincere i veneziani ad aderire alle pretese dell'imperatore.
La repubblica rifiutò e si orientò sempre di più verso la Francia per cacciare gli imperiali da Verona e dalla Lombardia Veneta, che territori ancora sotto il dominio imperiale, intanto nella notte del 21 febbraio 1513, Giulio II morì. Quindi il 23 marzo venne firmato a Blois un trattato tra Luigi XII e la Repubblica, l'esercito della lega conquistò quasi tutti i territori del Ducato di Milano, ma una sortita degli svizzeri nell'assedio di Novara distrusse l'esercito francese, che furono costretti alla ritirata. Era una guerra però condotta senza vigore dai vassalli imperiali, guerra fatta di scorrerie, di saccheggi e di assedi di piccoli castelli. Fra gli assedi è degno di menzione quello del castello di Osoppo per la bella difesa di Girolamo Savorgnan contro le milizie del crudelissimo Cristoforo Frangipane, noto per il suo vizio di placare la sua ira torturando e mutilando innocenti contadini e civili, la Serenissima concesse al Friuli di arrendersi alle milizie del Frangipane, per non far subire ai contadini friulani le torture e le mutilazioni imperiali, tutto il Friuli si arrese, ma Osoppo la fortezza del Savorgnan, si rifiutò di consegnarsi al Frangipane, il quale invece di guadare il Tagliamento e di arrivare in Veneto, incominciò ad assediare quella fortezza.
L'assedio però andò per le lunghe dando il tempo all'esercito veneziano comandato da Bartolomeo d'Alviano di sopraggiungere Osoppo e di annientare l'intero esercito dei tedeschi, catturando il Frangipane per poi riconquistare tutto il Friuli.
I Veneziani quindi si misero sulla difensiva, ma nel 1514, il papa appena eletto Leone X riappacificò la Francia con la Spagna e l'Impero, la Spagna si riappacificò con la Repubblica, quindi l'unico conflitto che proseguiva era quello tra Massimiliano e Venezia. Alla fine delle guerre d'Italia, Venezia aveva consolidato il suo dominio territoriale, ma si trovava circondata da potenze continentali (la Spagna nel Ducato di Milano, l'Impero degli Asburgo a nord, l'Impero ottomano ad oriente), che le precludevano ogni ulteriore espansione e che, nel caso dell'Impero ottomano, rappresentavano una concreta minaccia per i possessi d'oltremare.

## L'epoca delle ville venete

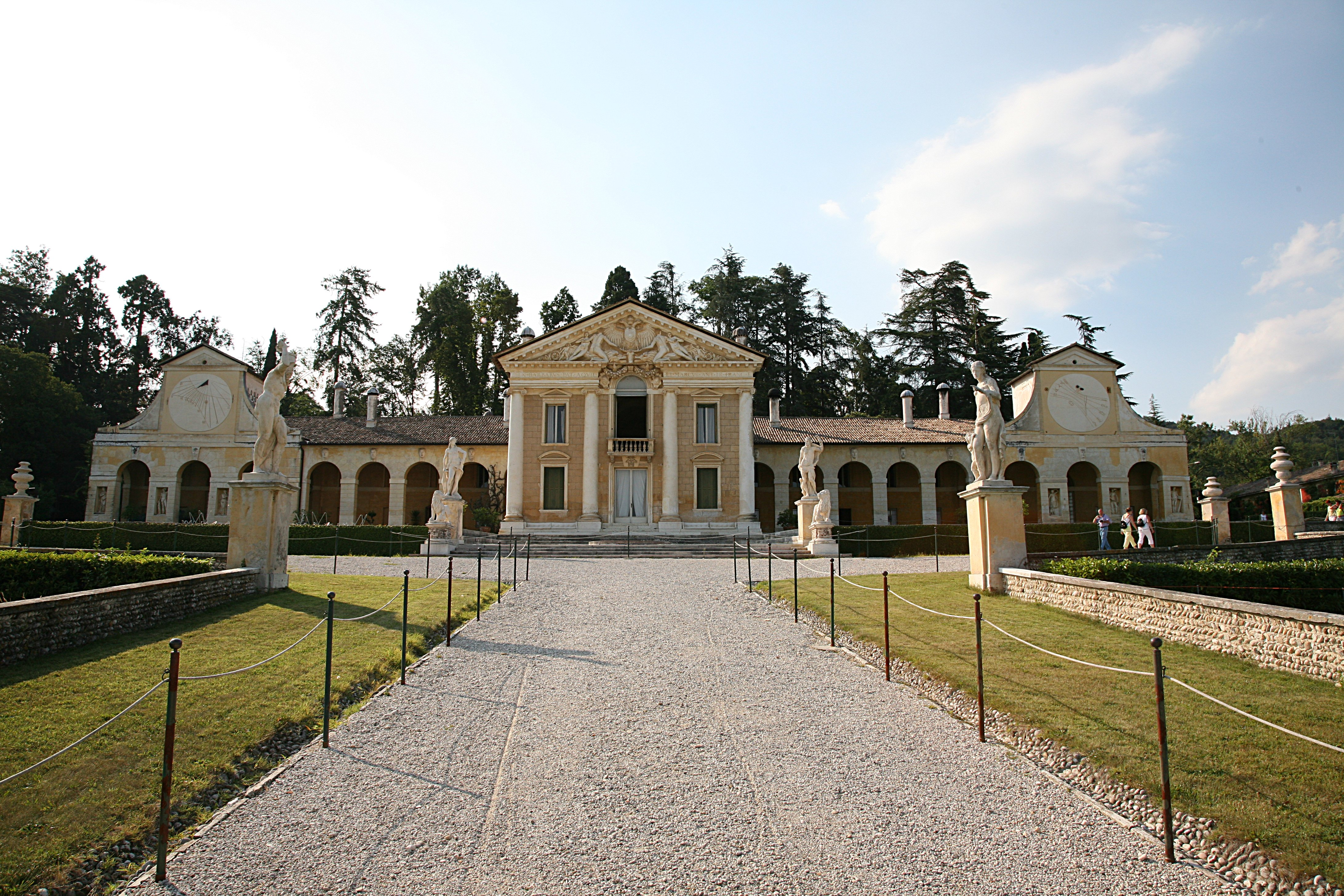
Villa Barbaro a Maser (Italia), progettata da Andrea Palladio per i fratelli Daniele e Marcantonio Barbaro.

Tra gli ultimi decenni del XIV secolo e i primi del XV secolo Venezia, guidata da una ristretta casta di militari e mercanti, riuscì a conquistare l'entroterra italiano spostando così il suo baricentro più ad occidente. A seguito delle avvenute conquiste, per un più capillare controllo sul territorio e grazie ad elargizioni statali, molti membri della nobiltà vennero in possesso personale di territori.
Esemplare è l'episodio di Caterina Cornaro vedova del re di Cipro, che cedeva l'isola mediterranea e i suoi diritti dinastici in perpetuo a Venezia. In cambio la Serenissima le concedeva il Ducato di Asolo, affinché potesse finire i suoi giorni all'altezza del suo rango di regina. Sotto i colli Asolani, in vista della rocca cittadina, la nobildonna fece erigere una fastosa villa con parco, articolata in più corpi e riccamente affrescata secondo il gusto dell'epoca. La regina di Cipro raccolse attorno a sé letterati e artisti, creando un cenacolo letterario che contribuì significativamente alla formazione del gusto.

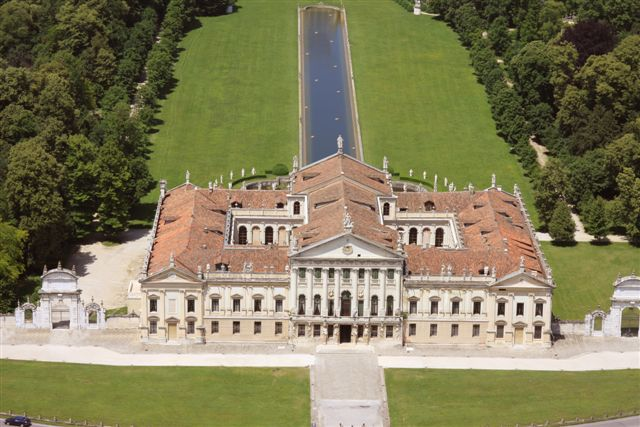
Villa Pisani a Strà

Molte altre famiglie del patriziato, al finire del Quattrocento e per tutto il Cinquecento, si insediarono con attività agrarie nei nuovi territori come veri coloni. Nasce così la villa veneta, formata da un corpo centrale (o dominicale), in genere alto, ma di proporzioni domestiche, adatto ad accogliere il proprietario e la sua famiglia, quando si recava a controllare di persona il fondo. Il nucleo abitativo padronale era affiancato da dipendenze confortevoli per i contadini, da depositi per il raccolto e da rimesse per gli attrezzi (barchesse), come rientrava nell'ottica dell'ideale rinascimentale di buon governo della cosa pubblica e privata.
Nel corso del Cinquecento con le ville palladiane, cioè quelle realizzate dall'architetto Andrea Palladio soprattutto nella provincia di Vicenza, la villa veneta assurge a dignità d'arte e nel contempo conosce un'organizzazione rigorosa, quasi scientifica, delle relazioni funzionali tra i suoi diversi spazi. Attorno a Venezia lungo le vie di comunicazione che portano a Padova e a Treviso, vengono edificate nel tempo una accanto all'altra ville di campagna che rivaleggiano per la loro ricchezza e bellezza.

## La crisi e le Guerre ottomano-veneziane
Sebbene la popolazione della città fosse a maggioranza cattolica, lo stato rimase laico e caratterizzato da un'estrema tolleranza nei confronti di altri credi religiosi e non vi fu nessuna azione per eresia nel periodo della Controriforma. Questo atteggiamento indipendente e laico pose la città spesso in contrasto con lo Stato della Chiesa, figura emblematica fu Paolo Sarpi che difese la laicità dello stato veneto dalle pretese egemoniche del papato.
Nello stesso periodo persero di importanza le rotte mediterranee a favore delle nuove vie commerciali atlantiche aperte dagli spagnoli e dai portoghesi che, dalla scoperta dell'America e dall'apertura della via per le Indie passante per il Capo di Buona Speranza, avevano iniziato i viaggi di esplorazione e la colonizzazione dei continenti extraeuropei.

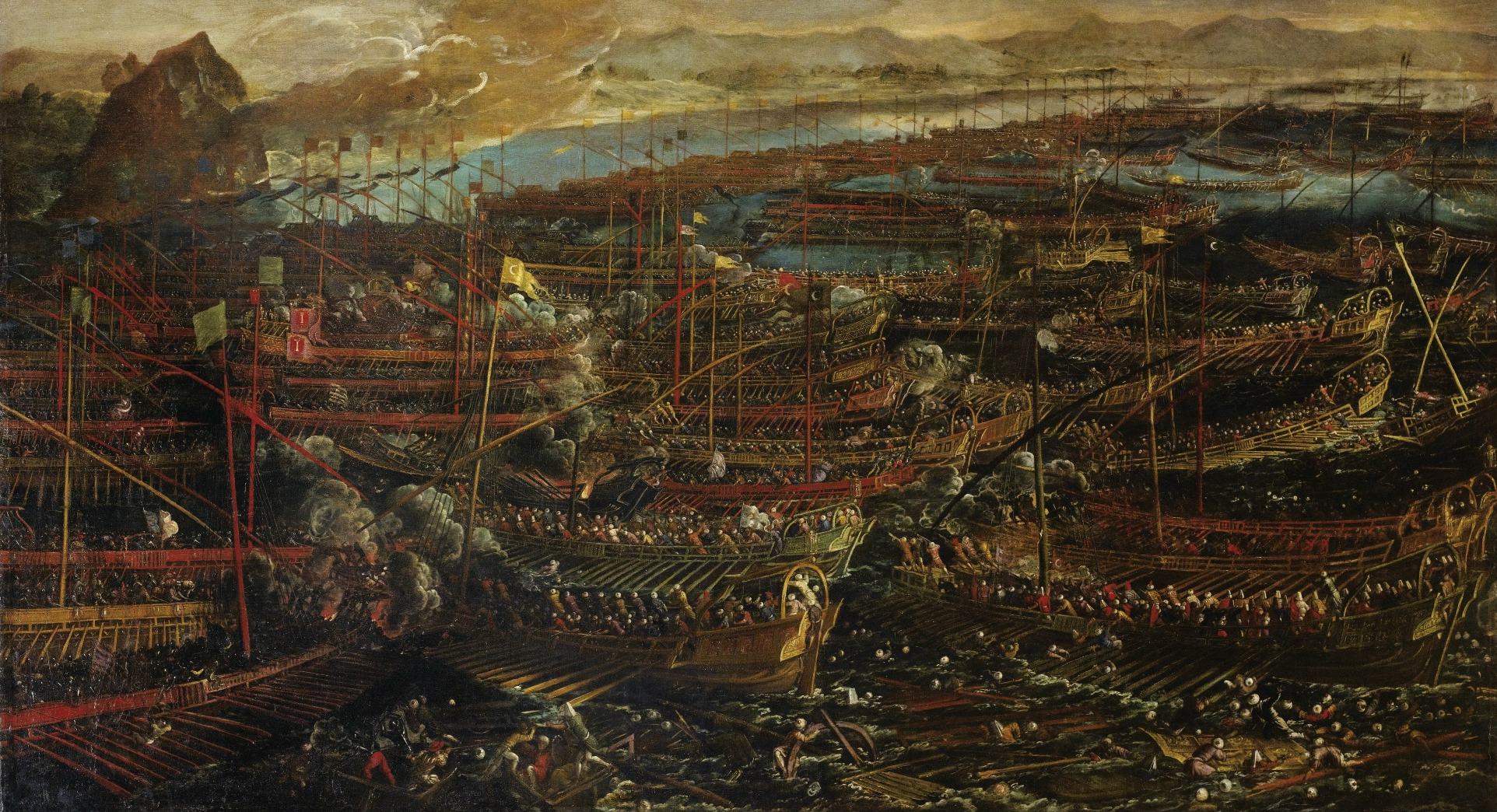
Battaglia di Lepanto

Questa situazione segnò l'inizio dell'emarginazione commerciale di Venezia, aggravata pure dal continuo avanzare dei turchi. Nel 1571, dopo il lungo assedio di Famagosta, venne perduta Cipro. In quello stesso anno, a Lepanto, una flotta cristiana, comandata da Don Giovanni d'Austria e composta da navi veneziane, spagnole, genovesi, sabaude, della pontificie, dei Cavalieri di Malta sconfisse la flotta turca. Nella battaglia l'apporto di Venezia fu decisivo, ma si trattò di un successo momentaneo ed importante soprattutto dal punto di vista psicologico. Nel 1669, dopo la sanguinosa guerra di Candia, durata vent'anni, che lasciò Venezia stremata, i turchi presero la città di Candia, conquistando così il completo controllo di Creta. Tuttavia nel periodo 1683-1687, sotto il comando di Francesco Morosini, i Veneziani riuscirono ancora a conquistare la Morea (l'odierno Peloponneso), poi perduta nel 1718.
Intanto il patriziato, da ceto mercantile si stava trasformando in aristocrazia terriera perché i patrizi trovavano conveniente investire il loro patrimonio nell'acquisizione di ingenti latifondi nella "Terraferma Veneta".

## Ultimi splendori e caduta della Repubblica

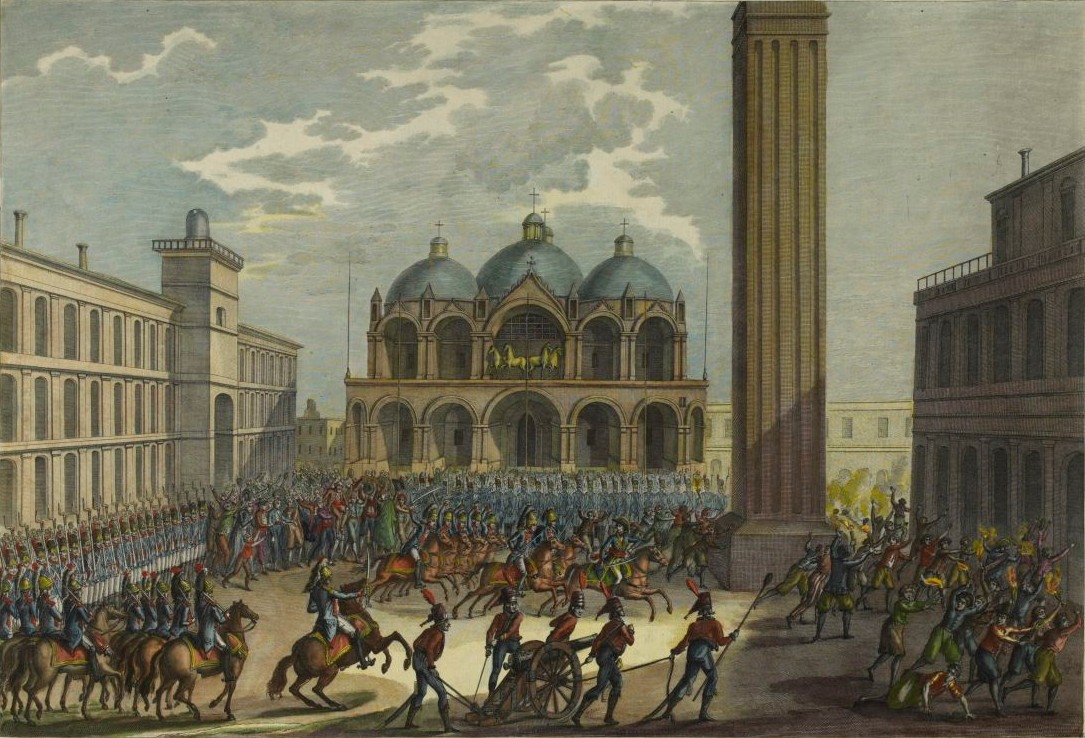
Presa di Venezia da parte delle truppe napoleoniche nel 1797 (museo della Rivoluzione francese).

Nel XVIII secolo Venezia fu una delle città più raffinate d'Europa, con una forte influenza sull'arte, l'architettura e la letteratura del tempo. Il suo territorio comprendeva Veneto, Friuli, Istria, Dalmazia, Cattaro, parte della Lombardia e le isole Ionie. Ma dopo 1070 anni d'indipendenza, il 12 maggio 1797 la città si arrese all'ultimatum di Napoleone Bonaparte.
Il doge Ludovico Manin fu costretto ad abdicare, il Maggior Consiglio venne sciolto e fu proclamato il governo della Municipalità provvisoria di Venezia.
Il 16 maggio 1797 le truppe francesi occuparono Venezia. I francesi saccheggiarono i palazzi le case e le chiese di Venezia, fucilarono chi protestava e la declassarono da capitale a città di provincia della Repubblica Cisalpina. 30.000 opere d'arte furono sottratte, 70 chiese furono abbattute e fu liquefatto il tesoro della Basilica di San Marco per pagare i soldati di Napoleone.
Con il Trattato di Campoformio tra francesi ed austriaci, il 17 ottobre 1797 termina la Municipalità provvisoria di Venezia e vengono ceduti all'Austria Veneto, Friuli, Istria, Dalmazia, Cattaro e le isole Ionie. Nasce la Provincia Veneta dell'Austria, comprendente all'incirca gli attuali Veneto e Friuli, sotto Francesco II d'Asburgo Lorena, con l'ingresso degli austriaci in città il 18 gennaio 1798. La ricaduta in termini di peso economico e politico della città fu ragguardevole.

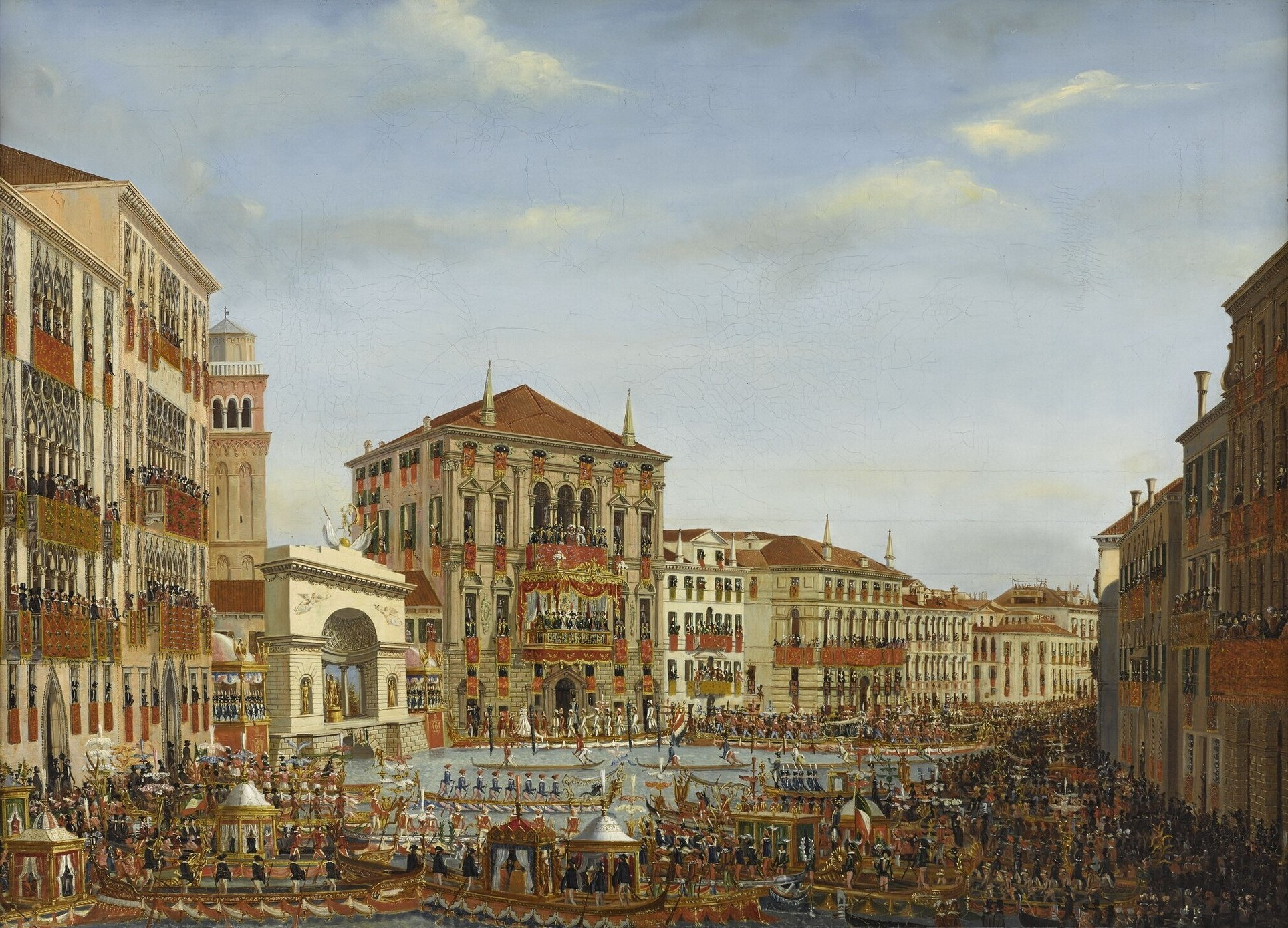
Giuseppe Borsato - Napoleone assiste alla regata a Venezia nel 1807.

Il 30 novembre 1799 si riunì a Venezia, nel monastero di San Giorgio, il conclave che elesse papa Pio VII il 14 marzo 1800.
Con la pace di Presburgo del 26 dicembre 1805, l'impero austriaco rinunciò alla Provincia Veneta, la quale fu ceduta al Regno d'Italia napoleonico.
La dominazione francese su Venezia fu caratterizzata dalle leggi ecclesiastiche napoleoniche, con le quali vennero soppressi numerosi conventi e monasteri, e chiese sconsacrate, spogliate e riadattate a uso militare o civile.
Il 29 novembre 1807 Napoleone Bonaparte fece il suo ingresso trionfale a Venezia, permanendovi fino all'8 dicembre.
Tra gli interventi urbanistici voluti dai francesi si citano la demolizione della chiesa di San Geminiano per realizzare le Procuratie Novissime, la creazione dei Giardini Reali, dove sorgevano i granai di Terranova, e la creazione dei Giardini Napoleonici, dall'abbattimento di numerosi edifici religiosi nella punta orientale del sestiere Castello.
Nel 1811 la marina franco-veneta venne sconfitta al largo dell'isola di Lissa dalla marina inglese.
Durante la campagna d'Italia della sesta coalizione, essendo imminente l'arrivo dell'esercito austriaco nel Veneto, il viceré Eugenio di Beauharnais proclamò lo stato d'assedio a Venezia il 3 ottobre 1813. Il 13 novembre l'esercito austriaco, supportato dalla Royal Navy, impose il blocco della città: Venezia fu stremata dalla fame e dal tifo. Il blocco terminò il 20 aprile 1814 con l'abbandono della guarnigione francese comandata dal generale Jean Mathieu Séras e l'ingresso dei soldati austriaci a Venezia.

## Risorgimento ed annessione al Regno d'Italia

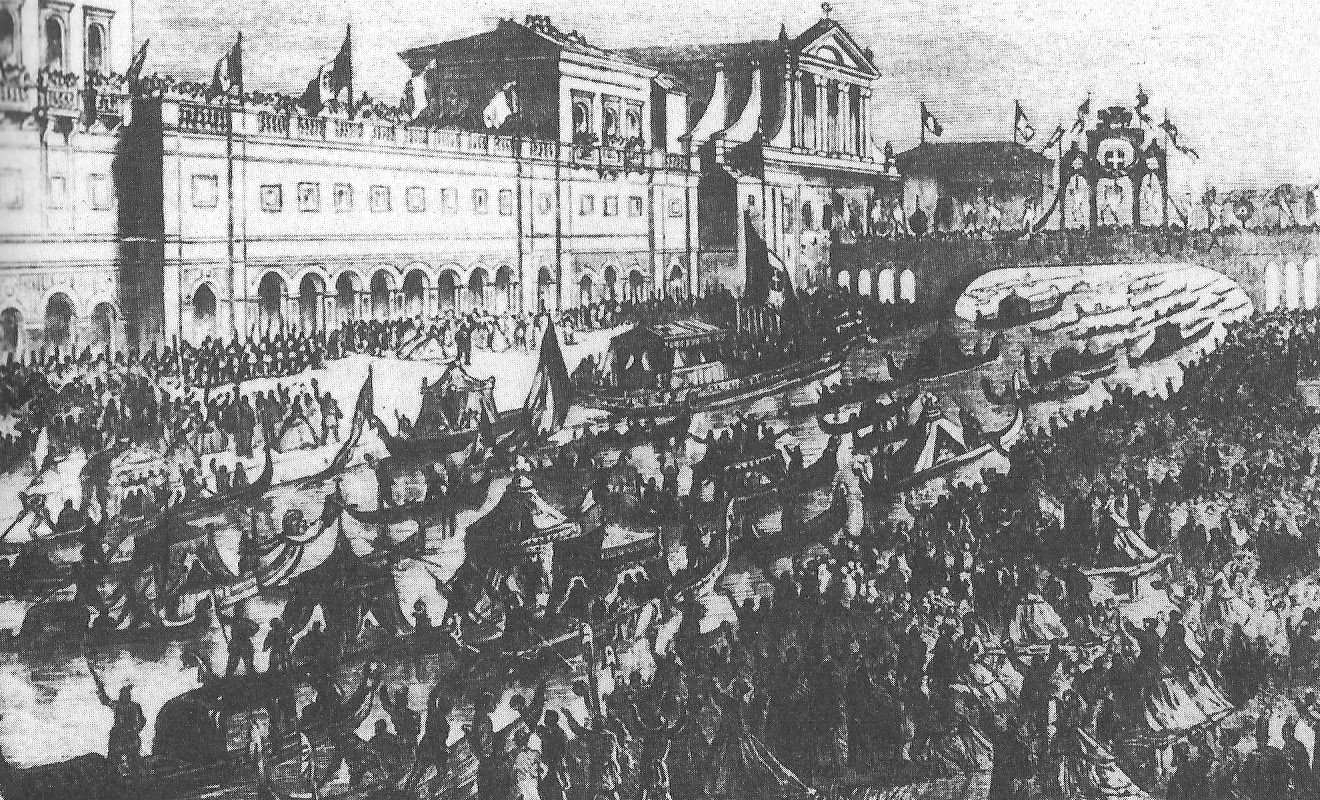
7 novembre 1866. Il trionfale ingresso di Vittorio Emanuele II, alla stazione di Venezia Santa Lucia.

A seguito della Restaurazione dopo il periodo napoleonico, il 9 giugno 1815, con il congresso di Vienna, Venezia passò al Regno Lombardo-Veneto, di cui divenne una delle due capitali, e capoluogo della provincia omonima. Per Venezia ebbe inizio la seconda dominazione austriaca, nonostante fosse uno stato indipendente prima delle guerre napoleoniche.  
Iniziato il 10 maggio 1842, a novembre 1845 era pressoché concluso (mancava solo la metà dei parapetti) e venne solennemente inaugurato l'11 gennaio 1846. Così viene descritto il clima dell'evento da un contemporaneo: «Correva il gennaio dell'anno 1846.
La città di Venezia era, a que' giorni, agitata da insolito movimento. Qualche cosa di gaio, di festivo, d'inusato, traspariva dalle fisionomie degli abitanti. Ognuno che dal centro della città si dirigeva verso Cannareggio, scontrando un amico, aveva una domanda da fargli; ognuno che dal remoto Cannareggio ritornava verso il San Marco, vedeva venirsi innanzi una processione di gente avviata verso Cannareggio. E tra quanti passavano appaiati o s'incontravano lungo le vie, uno solo era il tema alle inchieste, ai parlari, alle opinioni, ai giudizî.
Da qualche giorno era stato dischiuso ai viaggiatori il ponte della strada ferrata che congiungeva l'estremo lato occidentale della città alla terraferma. La popolazione accorreva in folla ad ammirare quella stupenda opera, monumento così dell'ardire come della perseveranza dell'ingegno umano.
Cinque anni di assidui lavori erano appena bastati ad erigere sovra solide palizzate i 222 archi del ponte che, attraversando tre mila e seicento metri di laguna, s'incatenavano dalle rive di Venezia fino alla punta del continente, detta la barena di San Giuliano.»
Nel 1846 venne inaugurato il ponte ferroviario di collegamento tra Venezia e la terraferma oggi chiamato Ponte della Libertà.
La città partecipò alle lotte risorgimentali. Il 17 marzo 1848, i patrioti veneziani insorsero e liberarono Daniele Manin e Niccolò Tommaseo. Dopo il ritiro degli austriaci, venne nuovamente proclamata la Repubblica, cui aderirono gran parte delle città della Terraferma, affidata ad un triumvirato.
Il 2 luglio 1849 la Costituente della Repubblica Romana capitolò davanti alle truppe del generale francese Oudinot. L'11 agosto l'avvocato e pubblicista Lajos Kossuth veniva destituito dall'Assemblea ungherese, e il suo successore, si arrese a Világos allo zar Nicola I, che, temendo un'alleanza tra polacchi e magiari, aveva prontamente risposto alla richiesta di aiuto da parte austriaca.  Venezia era così rimasto l'unico baluardo alla rivoluzione in Europa. Manin assunse il governo politico della città, mentre Guglielmo Pepe quello militare. Alla rivolta presero parte Girolamo Ulloa, Cesare Rosaroll, Enrico Cosenz, il "poeta gentile" Alessandro Poerio, Giovanni Sirtori ascendenti napoletani che disubbidirono all'ordine del re di rientrare in patria.
Il 2 aprile, l'Assemblea decise di proseguire la resistenza contro gli austriaci, ignorando le richieste del popolo. Con azioni durate dal 4 al 26 maggio 1849, gli austriaci assumono il controllo di Forte Marghera e del ponte che collega che congiunge la città alla terraferma. Dopo quattro mesi di assedio austriaco, messo il popolo veneziano alla prova dalla fame e da una grave epidemia di colera, il 23 agosto Manin "depone i suoi poteri nelle mani della municipalità" che in tre giorni conclude gli accordi di resa con gli austriaci, procurando l'amnistia generale ed il salvacondotto per l'esilio a se stesso, Pepe, Tommaseo e Sirtori.
A seguito della vittoria prussiana nella battaglia di Sadowa del 3 luglio 1866, con il trattato di Praga del 23 agosto 1866 ed il trattato di Vienna del 3 ottobre 1866 l'Impero austriaco cedette Venezia alla Francia, che a sua volta la cedette al Regno d'Italia, non prima che la marina austro-veneta ebbe inflitto una sonora sconfitta alla marina italiana nella battaglia di Lissa del 20 luglio 1866. Gli Austriaci, infatti, si rifiutarono di cedere direttamente all'Italia i territori contesi, perché le loro vittorie sulla terraferma e sul mare li vedevano chiaramente vincitori sul campo. Dopo la Terza Guerra d'Indipendenza, il plebiscito del 21 e 22 ottobre 1866 sancirà l'annessione di Venezia al Regno d'Italia.
Il 13 dicembre 1866 viene istituita la "Commissione per lo studio di un piano di riforma delle vie e canali della città". Nel 1891 viene approvato il piano regolatore che avvia una serie di trasformazioni viarie come la creazione della via Vittorio Emanuele (oggi Strada Nova), l'apertura di Campo Manin, il Bacino Orseolo, Calle larga XXII marzo. Vi è infine la ristrutturazione dell'Arsenale di Venezia e la creazione della stazione marittima di Venezia.

## Il Novecento
Dal 1895 fino al 1919 fu sindaco Filippo Grimani. Si forma una nuova classe dirigente guidata da Piero Foscari, Giuseppe Volpi, Achille Gaggia e Vittorio Cini.  Durante questo periodo vi è un fiorire di investimenti anche dall'estero. Il barone Salomone de Rothschild apre una fabbrica di bitume, viene costruito il primo gasometro a San Francesco della Vigna, Vincenzo Stefano Breda apre i cantieri navali nella zona di Sant'Elena, Eugenio Cantoni apre il cotonificio veneziano, Giovanni Stucky costruisce il Molino Stucky nell'isola della Giudecca, Arturo Junghans apre una fabbrica di orologi..

Le macerie del campanile di San Marco, come visibili nel 1902-1903.

Il 14 luglio 1902 il campanile di San Marco crollò completamente, senza fare vittime né intaccare la Basilica di San Marco grazie a una grossa fortuna (uno dei due grandi lampioni davanti alla basilica la protesse, facendolo sbriciolare e deviare). La ricostruzione iniziò l'anno dopo, affidata agli architetti Luca Beltrami e Gaetano Moretti, e si protrasse fino alla primavera del 1912, venendo inaugurato il 25 aprile di quell'anno. I resti del vecchio campanile, sepolti nelle acque di Venezia con una vera e propria cerimonia, furono riscoperti soltanto nel 2004.
Nel 1917, con l'ausilio di una nuova legge sui porti, un quarto del territorio comunale di Mestre (Bottenigo, il cui nome venne da allora mutato in Marghera) veniva integrato al comune di Venezia e affidato alla Società Porto Industriale di Venezia, la quale avviò le opere che portarono alla creazione del primo nucleo di Porto Marghera, inizialmente detto Porto di Mestre. Con i decreti degli anni venti la città vide accrescere notevolmente il suo territorio, grazie alla soppressione dei comuni di Malamocco (1883), Burano, Murano, Pellestrina (1923), Chirignago, Zelarino, Mestre e Favaro Veneto (1926).
L'annessione della terraferma era legato alla nascita del polo industriale di Marghera, creato dalle politiche economiche di quegli anni, incentrate attorno all'attività dell'industriale e politico Giuseppe Volpi conte di Misurata (Ministro delle finanze nella seconda metà degli anni '20 e fautore di diverse riforme di tipo liberista) e del conte Vittorio Cini. Il primo, ministro delle finanze e del tesoro, nonché presidente della Società Porto Industriale di Venezia e della Società Adriatica di Elettricità (allora principale industria elettrica dell'Italia nord-orientale), fortemente interessata ad un forte sviluppo industriale dell'area; il secondo, presidente della Società Adriatica di Navigazione, della SITACO interessata alla realizzazione dei nuovi quartieri residenziali, nonché commissario governativo per le acciaierie ILVA. Venezia, per la propria conformazione urbana, si rivelava infatti incapace, pur con la propria ampia disponibilità di manodopera, di avere una propria compiuta area industriale: l'espansione in terraferma divenne la soluzione necessaria per dare nuovo sviluppo della città lagunare.
Nel 1933 venne affiancato al ponte ferroviario il ponte autostradale denominato prima "ponte Littorio", poi ponte della Libertà, che porta all'odierna autostrada per Padova. Per unirla a Mestre fu costruito il corso del Popolo e, per dare più spazio a tale strada, fu interrato un tratto del Canal Salso.

### Dopoguerra

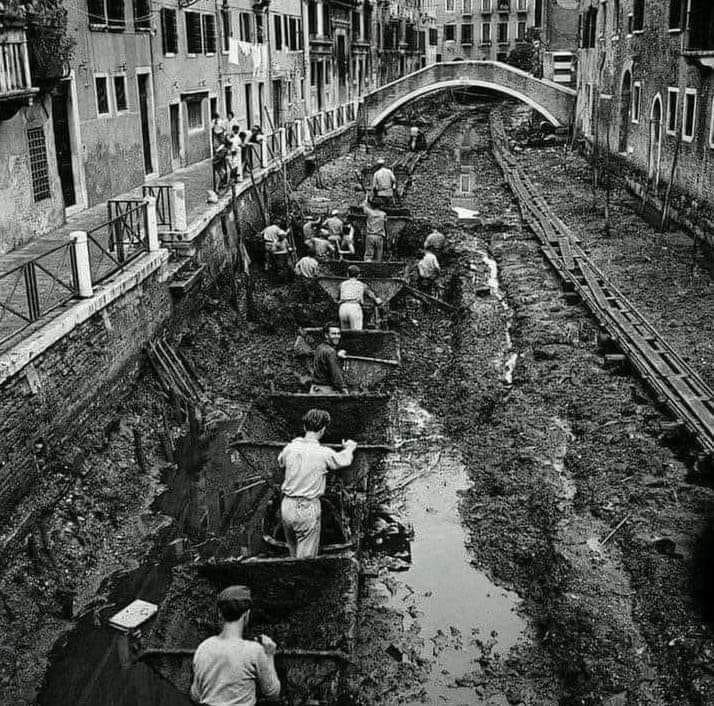
Pulizia dei canali di Venezia nel 1956, temporaneamente prosciugati.

Il dopoguerra vede la grande espansione edilizia della terraferma veneziana, che attrae immigrati da tutto l'entroterra veneto e dallo stesso centro storico. In parallelo a questa espansione si è assistito all'esodo dal centro storico della maggioranza della sua popolazione, al punto che oggi la terraferma veneziana ha il doppio degli abitanti della Venezia insulare. 
In conseguenza di ciò, Mestre vide una forte crescita demografica che divenne vertiginosa a partire dagli anni sessanta, quando alle politiche abitative e del lavoro, che non favorivano i residenti lagunari, si sommarono i disastrosi effetti dell'alluvione di Venezia del 1966, che mostrò la vulnerabilità delle abitazioni ai piani bassi di Venezia.
Sull'onda dell'emigrazione dal centro storico, la massima espansione edilizia e demografica venne raggiunta negli anni settanta, periodo in cui Mestre e la terraferma toccarono i 210000 abitanti.
L'incredibile rapidità dello sviluppo fece sì che questo avvenisse in modo alquanto disordinato e al di fuori di un piano regolatore (il cosiddetto "Sacco di Mestre").

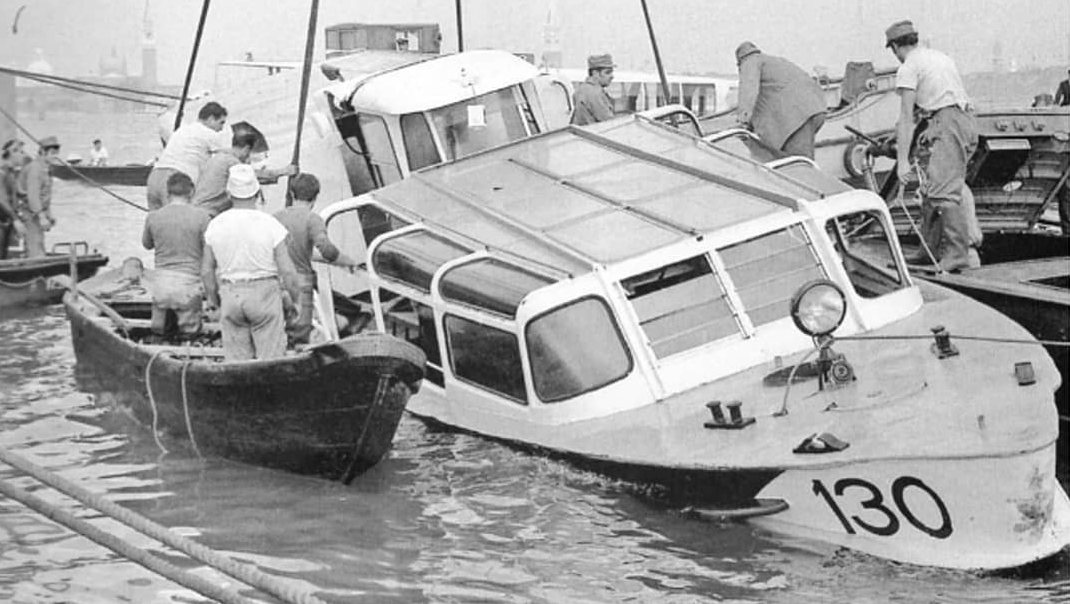
L'11 settembre 1970 un tornado di forza EF4 si abbatté su Venezia, provocando 36 morti. Il ribaltamento di un motoscafo dell'ACNIL fu responsabile da solo di 21 vittime.

Nel mentre questa profonda trasformazione economico-sociale prendeva piede, si pensò anche a restaurare l'igiene e il decoro della città lagunare: importante fu la pulizia dei canali di Venezia del 1956, avvenuta dopo moltissimo tempo dall'ultima pulizia estesa di tale tipo.
La sera dell'11 settembre 1970, il centro storico fu colpito da una tromba d'aria di intensità stimata F4 sulla scala Fujita, provocando gravi danni tra cui l'affondamento di un motoscafo dell'ACNIL che causò la morte di 21 persone.
Nel 1979 rinacque dopo quasi due secoli il Carnevale di Venezia, nell'ottica di voler rilanciare i consumi dopo la crisi economica degli anni '70 dovuta alla crisi petrolifera del 1973.
La crisi dell'industria chimica tra la fine degli anni ottanta e gli inizi degli anni novanta, assieme al generale ridimensionamento delle grandi città del nord Italia, hanno fatto sì che a Mestre e nei sobborghi limitrofi si registrasse un sensibile calo di residenti. Tuttavia, con oltre 180000 abitanti (oltre il 66% della popolazione del comune), la conurbazione mestrina contribuisce ancora largamente a posizionare il comune di Venezia come primo del Veneto e undicesimo in Italia per popolazione.